# Phrodita bilinea
Phrodita bilinea là một loài bướm đêm trong họ Noctuidae.